# Bell Challenge 1993
Il Bell Challenge 1993 è stato un torneo di tennis giocato sul sintetico indoor. È stata la 1ª edizione del Bell Challenge, che fa parte della categoria Tier III nell'ambito del WTA Tour 1993. Si è giocato al PEPS sport complex di Québec in Canada, dal 1° al 7 novembre 1993.

## Campionesse

### Singolare
Nathalie Tauziat ha battuto in finale  Katerina Maleeva con il punteggio di 6–4, 6–1

### Doppio
Katrina Adams /  Manon Bollegraf hanno battuto in finale  Katerina Maleeva /  Nathalie Tauziat con il punteggio di 6–4, 6–4